# Андрос (міфологія)
А́ндрос (дав.-гр. Άνδρος, також Андрон) — персонаж давньогрецької міфології, син Анія і Доріппи.
Його батька Анія його батько Аполлон навчив мистецтву передбачення. 
Ім'я Андроса носить один з кікладських островів і місто на ньому.